# Ареа Продутива I (Алесандрија)
Ареа Продутива I је насеље у Италији у округу Алесандрија, региону Пијемонт.
Према процени из 2011. у насељу је живело 24 становника. Насеље се налази на надморској висини од 209 м.